# Bel Paese (Käse)

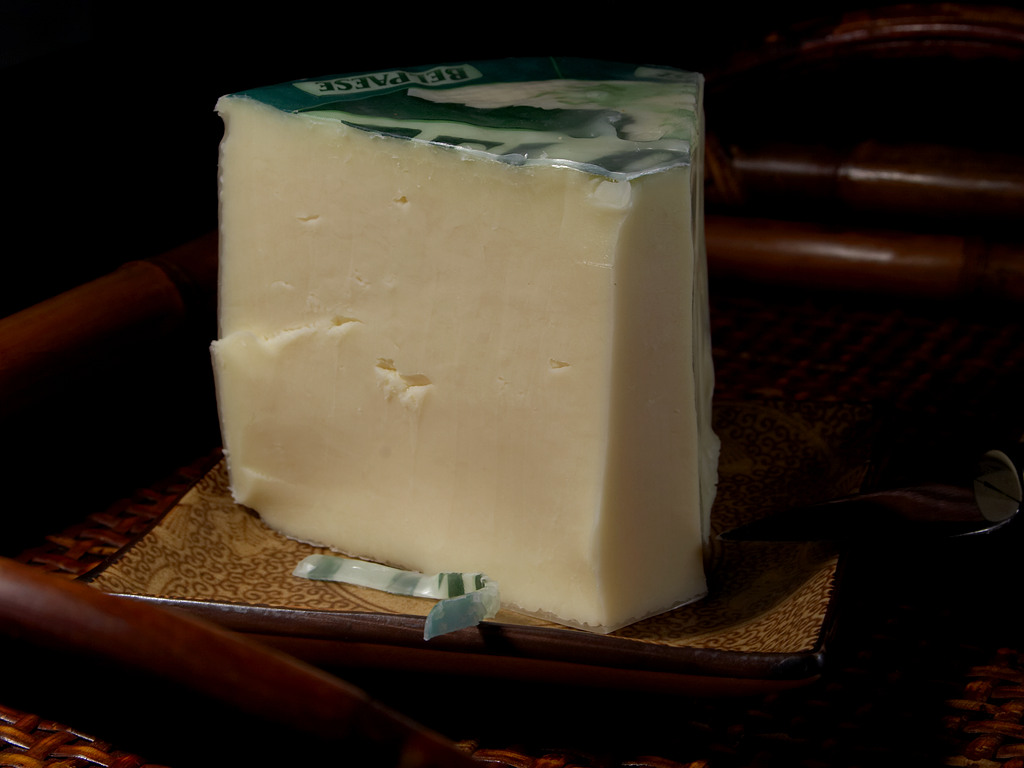
Ein Stück Bel Paese

Bel Paese (ital. für „schönes Land“) ist der Markenname eines milden, halbfesten Käses. Produziert wird er von der Firma Galbani aus der Lombardei in Italien, die seit Anfang 2006 zum Lactalis-Konzern gehört. Der offizielle Name für diesen als Firmenmarke geschützten Käse ist Italico.

## Geschichte
Der Name Bel Paese soll sich laut Herstellerangaben auf den Titel eines Buches (Il Bel Paese. Conversazioni sulle bellezze naturali – La geologia e la geografia fisica d’Italia) von Antonio Stoppani beziehen.
Der Käse wurde vom Firmengründer Egidio Galbani als Produkt für den heimischen Markt konzipiert und entwickelt und 1906 in das bereits recht gut gehende Sortiment zusätzlich aufgenommen, er erfreute sich eines beinahe sofortigen weltweiten Erfolges und war maßgeblich beteiligt am Wachstum des späteren Großkonzerns. Ursprünglich wurde er in Melzo, einer kleinen Stadt bei Mailand, hergestellt. Heute wird er in großen Mengen sowohl in Italien als auch in den USA produziert.

## Eigenschaften und Geschmack
Geschmacklich ähnelt der Bel Paese manchem deutschen Butterkäse. Sowohl pur als Zwischenmahlzeit oder Dessert mit Obst wie Trauben oder Feigen als auch in der warmen Küche kann er dank seines guten Schmelzverhaltens Verwendung finden, beispielsweise als Bestandteil von Vier-Käse-Soßen quattro formaggi, auf Pizzen oder Gratins. Als Begleitgetränk eignen sich fruchtige Weine.